# Státní vyznamenání

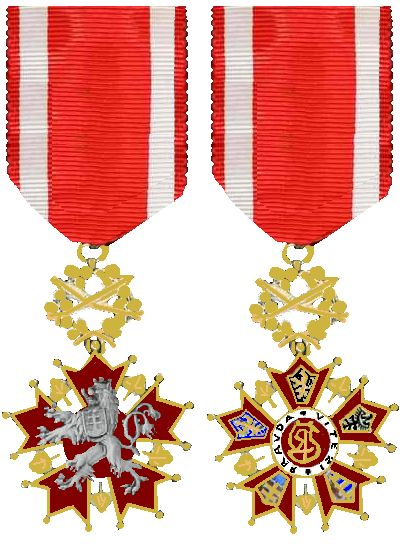
Řád bílého lva je v současné době nejvyšším státním vyznamenáním České republiky.

Státní vyznamenání jsou vyznamenání nebo jiná ocenění, která uděluje stát. Mohou být rozdělena na vyznamenání vojenská a civilní.
Ke státním vyznamenáním se mohou vztahovat různá omezení:
- způsob nošení státního vyznamenání
- seznam vyznamenání, která smí být nošena na vojenské uniformě nebo civilním oděvu
- způsob udělení nebo propůjčení státního vyznamenání
- omezení udělování státních vyznamenání cizím státním příslušníkům

## Příklady státních vyznamenání
- Prezidentská medaile svobody (USA)
- Řád Bílého lva (Česko)
- Řád britského impéria (Spojené království)
- Řád čestné legie (Francie)
- Spolkový kříž za zásluhy (Německo)

Kromě státních vyznamenání existují i mezinárodní vyznamenání, udělovaná mezinárodními organizacemi (OSN, NATO, Mezinárodní olympijský výbor apod.).